# Історичний центр Львова
Істори́чний центр Льво́ва, або Старе́ мі́сто — історично, — перший район Львова, де було засновано місто, яким воно довгий час обмежувалося, і звідки розвивалося; політичний, економічний і культурний центр Львова. Найдавнішу частину Старого міста занесено до списку Світової спадщини ЮНЕСКО.
Єдиної думки щодо визначення меж центру Львова не існує. Переважно Центром Львова називають місцевість в улоговині, обмеженій пагорбами.

## Топографія

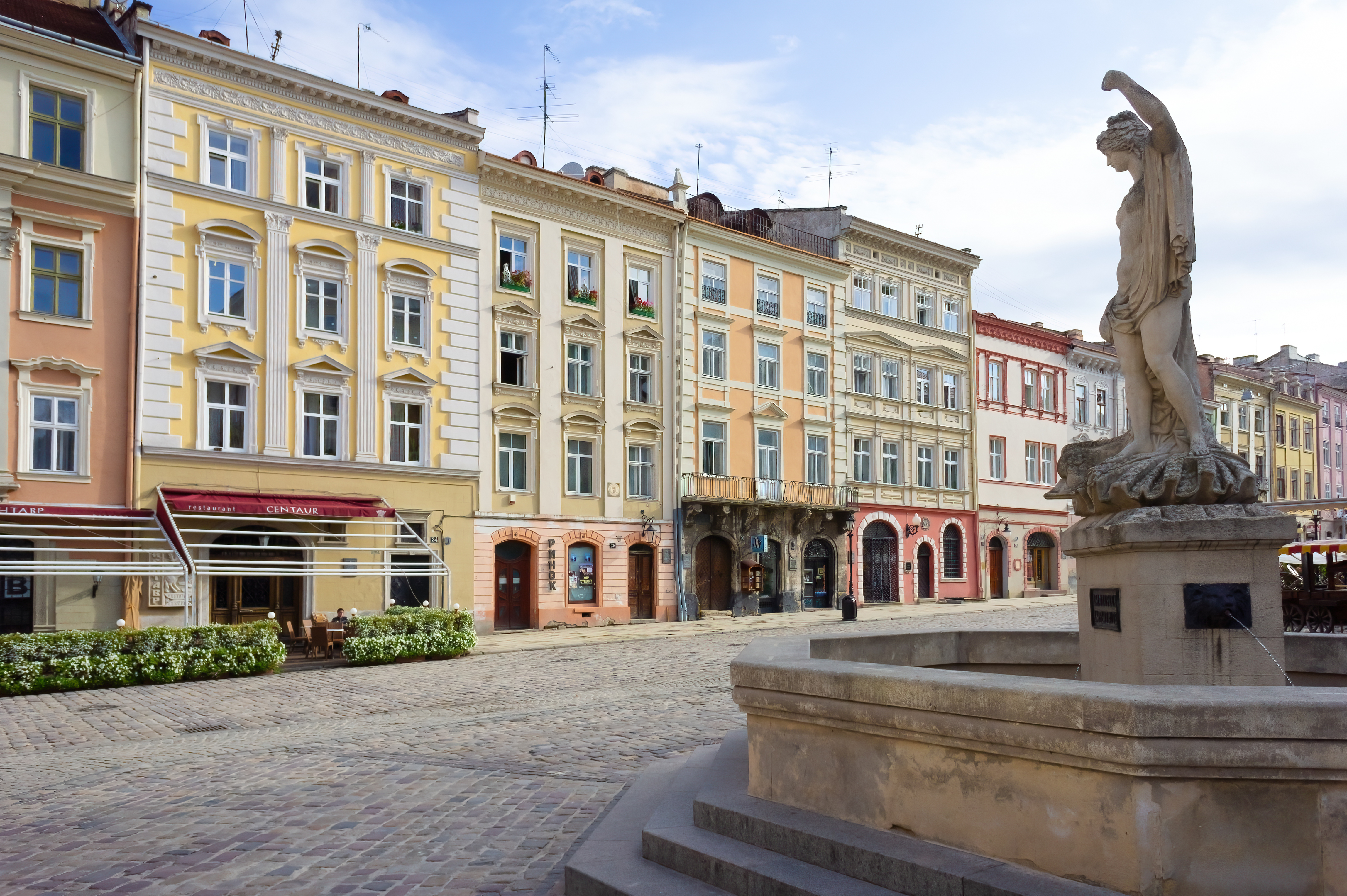
Площа Ринок

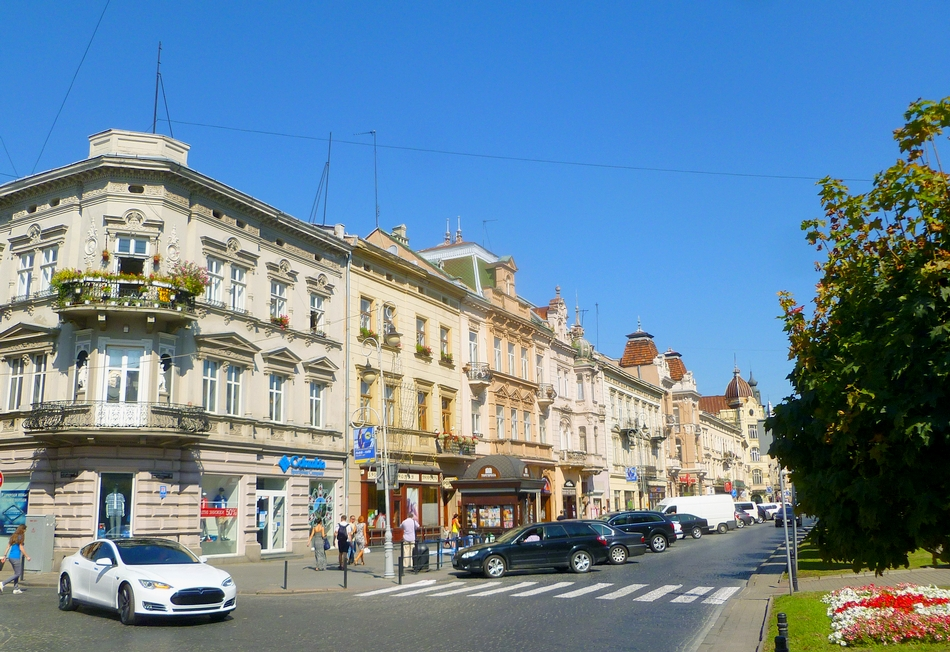
Сучасний проспект Шевченка

Основними містотворчими чинниками формування сучасного Старого міста є рельєф, природні умови й історія формування. Так, внаслідок засклепіння Полтви, яка заважала будівництву на її місті житлових кварталів, було утворено основну вісь історичного центру — проспект Свободи. Другим найважливішим чинником є рельєф, який ускладнює будівництво транспортних артерій через пагорби, що оточують центр, основні транспортні потоки, що зв'язують протилежні райони міста, спрямовані через історичний центр. Іншим важливим фактором стало історичне розташування міста в мурах, від якого розходилися радіальні шляхи.
Сучасною домінантою Старого міста є пішохідні середньовічні квартали між проспектом Свободи і Підвальною, які розташовані навколо площі Ринок. Їх завершує своєрідне кільце скверів, сформованих на валах, площах та проспектах на місці колишніх міських мурів. Далі розходяться радіальні вулиці, серед яких можна виділити основні: Личаківську, Івана Франка, Зелену, Коперника, Городоцьку, Богдана Хмельницького та проспект Чорновола. Вони своєю чергою сполучені меншими вуличками.
Історичний ареол навколо площі Ринок (також «Середмістя») являє собою більшою мірою пішохідно-трамвайну зону з паркінгами. Тут розташована міська ратуша, ряд відомих культових споруд (Вірменська церква, Латинська катедра, Успенська церква, Домініканський костел, Бернардинський монастир), і, найбільшою мірою, кав'ярні та ресторації з великою кількістю літніх терас. На схід від Середмістя розташована споруда Львівської облдержадміністрації та Львівської облради. Вісь проспектів Свободи — Шевченка починаються торгові галереї, пасажі, бутіки й крамниці. На північ та на південь розташовані відповідно ринки «Добробут» та Галицький. Далі починається мережа міських кварталів забудови переважно 19 століття, які використовуються під житло, офіси та крамниці. Серед них гармонійно вписалися Палац Потоцьких, Львівський університет, Головна пошта, Бібліотека Стефаника та інші визначні споруди. Далі починаються пагорби і менш поверхова та менш впорядкована забудова, яка межує з парковими зонами Цитаделі, Парку Франка, Високого Замку та Стрийського парку.

## Охорона через Світову спадщину ЮНЕСКО
На 22-й конференції Комітету Світової спадщини ЮНЕСКО, що відбувався у Кіото (Японія) з 30 листопада по 5 грудня 1998 року, Львів було прийнято до Світової спадщини. Комітет ЮНЕСКО подав такі причини внесення Львова до Світової спадщини та відповідність таким критеріям ЮНЕСКО:

| - Критерій ІІ: За своєю міською побудовою та архітектурою Львів є видатним прикладом синтезу архітектурних і художніх традицій Східної Європи з такими ж традиціями Італії та Німеччини; - Критерій V: Політична і торговельна роль Львова завжди притягувала певну кількість етнічних груп з різними культурними і релігійними традиціями, які становили різноманітні та все ж взаємопов'язані спільноти міста, доказом чого завжди був і є міський архітектурний ландшафт. |
Територія ансамблю історичного центру складається зі 120 га середньовічної та ренесансної частини міста Львова та території собору св. Юра на Святоюрській горі. Буферна зона Ансамблю історичного центру визначена межами історичного ареалу і становить близько 3000 га.

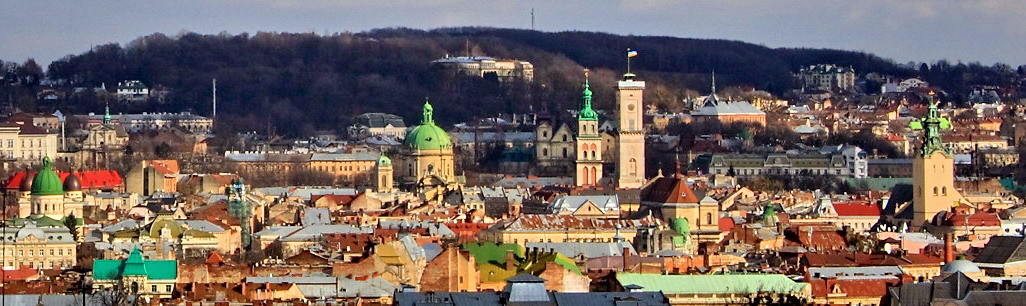
Панорама центру Львова (2010)